# José Mario Martínez Pérez
José Mario Martínez Pérez (22 de maio de 1948) é um pesquisador brasileiro, membro
titular da Academia Brasileira de Ciências na área de Ciências Matemáticas desde 4 de maio de 2010. É professor emérito da UNICAMP.
Foi condecorado com a comenda da Ordem Nacional do Mérito Científico, e recebeu o prêmio Su Buchi do International Council of Industrial and Applied Mathematics (ICIAM) em 2023.